# Sejm zwyczajny 1701
Sejm 1701 – sejm zwyczajny, obradujący w dniach 30 maja – 18 czerwca 1701 r. w Warszawie.
Sejm rozszedł się po sesjach prowinjonalnych bez zagajenia.
Po raz pierwszy zastosowano nową metodę obradowania, tzw. limitę sejmu. Polegało to na tym, że sejm miał się ponownie zebrać w tym samym składzie po określonym czasie, który był przeznaczony do załatwienia określonych spraw np. przez króla.